# テルクテ
テルクテ (ドイツ語: Telgte [ˈtɛlktə]、地元方言では[tɛlçtə]とも発音される。 低地ドイツ語: Teegte) は、ドイツ連邦共和国ノルトライン＝ヴェストファーレン州ミュンスターラントに属すヴァーレンドルフ郡の市である。本市は、ミュンスターの東約 12 km のエムス川沿いに位置する街である。この街は、巡礼地（オスナブリュックからテルクテへのマリアの巡礼。「テルクテ巡礼」と呼ばれる）として、あるいはギュンター・グラスの物語（『テルクテの出会い』）で知られている。

## 地理

### 隣接する市町村
テルクテは、北から時計回りにオストベーヴェルン、ヴァーレンドルフ、エーヴァースヴィンケル（以上ヴァーレンドルフ郡）、ミュンスター（郡独立市）、グレーヴェン（シュタインフルト郡）と境を接している。

### 市の構成
テルクテ市は、中核市区と、2つの市区ヴェストベーヴェルン＝ドルフとヴェストベーヴェルン＝ヴァトルプからなる。
ヴェストベーヴェルン（人口約 4,000人、面積 24.46 km2）は、1974年までは独立した町村であり、ドルフ地区、ヴァトルプ地区、ブロック地区からなっていた。ブロック地区は市町村再編によりオストベーヴェルンに編入された。エムス川の支流ベーヴァー川がヴェストベーヴェルンを通って流れている。人気のハイキング地は、ランゲン館である。ここにはベーヴァー川を利用したかつての二連水車がある。ネオゴシック様式の聖コルネリウスおよびキプリアン教会は、聖マリエン教区教会組織（テルクテとヴェストベーヴェルンを教区とする）に含まれる。

## 歴史
テルクテ周辺地域にはローマ時代後の早い時期からザクセン人が定住していた。カール大帝のザクセン布教に伴いこの地域はキリスト教化されていった。初代ミュンスター司教リウドゲルスはテルクテに教会を建設した。この初期教会はおそらく木造であった。
テルクテは、南から来た交易路が北海方面とバルト海方面に分かれる分岐点に位置し、エムス川の徒渉地に面していたため、発展していった。元々この地にはフランケンフルトとテルゴートという名前の2つの農場があった。テルクテは徐々に成長していった。最初は Telgoth、その後 Telget, Telgith と表記され、最終的に現在の市名である Telgte となった。
この集落は1238年に都市権を獲得し、ハンザ同盟に加盟した。
1500年頃何度も大火が起こった。こうした火災の1つで古い教会も完全に焼失した。テルクテはペスト禍に3度苦しめられた。1599年にはこの街の住民の半分以上が死亡した。
再洗礼派の時代、人々はミュンスターの司教領主フランツ・フォン・ヴァルデックに対して、「彼の街」が奪回されるまで滞在することを許した。
1941年までテルクテにはユダヤ教会が存在した。シナゴーグは1938年に破壊され、ユダヤ人墓地は1942年に整地された。現在はその場所に掲げられた記念板がテルクテにおけるユダヤ教の歴史をしのばせる。
1968年7月1日、キルヒシュピール・テルクテがテルクテ市に合併した。ヴェストベーヴェルン（ブロック地区を除く）は1975年1月1日にこれに続いた。

### 人口推移
| 年   | 人口（人） |
| ---- | ---------- |
| 1818 | 4,437      |
| 1843 | 5,166      |
| 1871 | 5,360      |
| 1890 | 6,109      |
| 1905 | 6,692      |
| 1913 | 7,006      |
| 1915 | 7,260      |
| 1917 | 7,275      |
| 1919 | 7,483      |
| 1921 | 7,719      |
| 1924 | 8,174      |
| 1925 | 8,250      |
| 1926 | 8,473      |

| 年    | 人口（人） |
| ----- | ---------- |
| 1927  | 8,445      |
| 1933  | 8,727      |
| 19391 | 9,698      |
| 1944  | 10,923     |
| 1945  | 11,979     |
| 1946  | 12,989     |
| 1947  | 13,707     |
| 1948  | 13,736     |
| 1949  | 13,852     |
| 1950  | 13,692     |
| 1951  | 13,576     |
| 1952  | 13,477     |
| 1953  | 13,432     |

| 年    | 人口（人） |
| ----- | ---------- |
| 1954  | 13,392     |
| 1956  | 13,383     |
| 19612 | 13,767     |
| 1962  | 14,379     |
| 1963  | 14,810     |
| 1964  | 15,068     |
| 1965  | 15,414     |
| 1966  | 15,694     |
| 1967  | 15,883     |
| 1968  | 16,005     |
| 1969  | 16,197     |
| 19703 | 15,826     |
| 1971  | 16,019     |

| 年   | 人口（人） |
| ---- | ---------- |
| 1972 | 16,760     |
| 1973 | 16,968     |
| 1974 | 17,269     |
| 1975 | 15,122     |
| 1976 | 15,365     |
| 1977 | 15,377     |
| 1978 | 15,589     |
| 1979 | 15,780     |
| 1980 | 16,254     |
| 1981 | 16,388     |
| 1982 | 16,515     |
| 1983 | 16,576     |
| 1984 | 16,613     |

| 年   | 人口（人） |
| ---- | ---------- |
| 1985 | 16,664     |
| 1986 | 16,534     |
| 1987 | 16,555     |
| 1988 | 16,834     |
| 1989 | 16,997     |
| 1990 | 17,358     |
| 1991 | 17,725     |
| 1992 | 18,125     |
| 1993 | 18,219     |
| 1994 | 18,303     |
| 1995 | 18,472     |
| 1996 | 18,585     |
| 1997 | 18,728     |

| 年   | 人口（人） |
| ---- | ---------- |
| 1998 | 18,774     |
| 1999 | 18,836     |
| 2000 | 18,992     |
| 2001 | 19,370     |
| 2002 | 19,489     |
| 2003 | 19,432     |
| 2004 | 19,444     |
| 2005 | 19,528     |
| 2006 | 19,522     |
| 2007 | 19,345     |
| 2008 | 19,190     |
| 2009 | 19,204     |
| 2010 | 19,114     |

| 年   | 人口（人） |
| ---- | ---------- |
| 2012 | 18,879     |
| 2013 | 19,331     |
| 2014 | 19,217     |
| 2015 | 19,557     |

15月17日   26月6日   31970年の人口調査により修正

## 行政

### 市議会
テルクテの市議会は、32議席で構成されている。

### 首長
2016年4月17日の市長選挙で、当時現職のヴォルフガング・ピーパーは、79.2 % の支持票を獲得して市長に再選された。テルクテは、2016年現在、緑の党所属の市長をいただくノルトライン＝ヴェストファーレン州で唯一の街である。

### 紋章、旗、印章
テルクテ市は、1976年3月31日のミュンスター行政管区長官の文書により、以下に記述する紋章の使用を許された。
図柄: 紋章は白地（銀地）で、緑の芝生の上に、緑色のドングリを 2つつけた緑色のオークの若木が描かれている。
テルクテの紋章には、オークの若木が描かれている。テルクテはかつてオークの森に囲まれていたためである。テルクテ (Telgte) という地名は、Telge という言葉に由来している。この言葉は「小さな木、枝、苗木、子供」を意味している。
1976年の同じ文書により、以下に記述する旗の使用も許可された。
旗: 長辺と並行に1:3:1の幅で白 - 緑 - 白のストライプ。緑の帯の中央に市の紋章。
幟: 長辺と並行に1:3:1の幅で白 - 緑 - 白のストライプ。中央の帯上部に市の紋章。
やはり同じ文書によって以下に記述する紋章の使用も許可された。
印章: テルクテ市は、市の紋章の周囲を大文字の "STADT TELGTE" という文言で囲んだ印章を使用する。

### 姉妹都市
テルクテは、以下の都市と姉妹都市協定を結んでいる。
- ポラニツァ＝ズドルイ（ポーランド語版、英語版）（ポーランド、ドルヌィ・シロンスク県）
- ストゥピノ（ロシア語版、英語版）（ロシア、モスクワ州）
- トムボール（英語版）（アメリカ合衆国、テキサス州）

## 文化と見所
テルクテは、クリッペン博物館（現在は RELíGIO - ヴェストファーレン宗教文化博物館の一部）、マリア生誕マーケット（毎年9月に約4万人の観客が訪れるマーケットで、障害飛越馬術競技会を含む）、「テルクテ巡礼」（オスナブリュックからテルクテに向かうマリアの巡礼）で知られている。テルクテ巡礼は定期的に約8,000人の巡礼者が訪れるドイツ最大の巡礼祭である。毎年、合計15万人の巡礼者がテルクテを訪れる。
このほかに、キリスト昇天祭には100台以上の馬車が参加することもある馬車の巡礼が毎年開催される。この巡礼は、内市街や市の大きなイベント会場であるプランヴィーゼに多くの観客を引き寄せる。
テルクテのプランヴィーゼではその他のイベントも開催される。5月第1週末のモントゴルフィアーデ、9月の大規模なマリア生誕マーケットである。さらに、夏には定期的に中世フェスティバルが開催される。2014年までアドヴェントの時期には大規模な中世風の光のクリスマスマーケットがテルクテで開催されていた。
テルクテでは時々展覧会も開催される。2009年にクリステル・レヒナーの「アルタークスメンシェン」、2011年夏には HAシュルトの「トラッシュ・ピープル」が展示された。「アルタークスメンシェン」は、2015年4月から7月まで旧市街に再び展示された。
35,000基以上の墓があるラウハイデ森林墓地はテルクテ市と隣のミュンスター市との市境近くに位置している。この墓地の管理権限は、ミュンスター市の緑地・環境保護局である。墓地はこの役所が所有している。

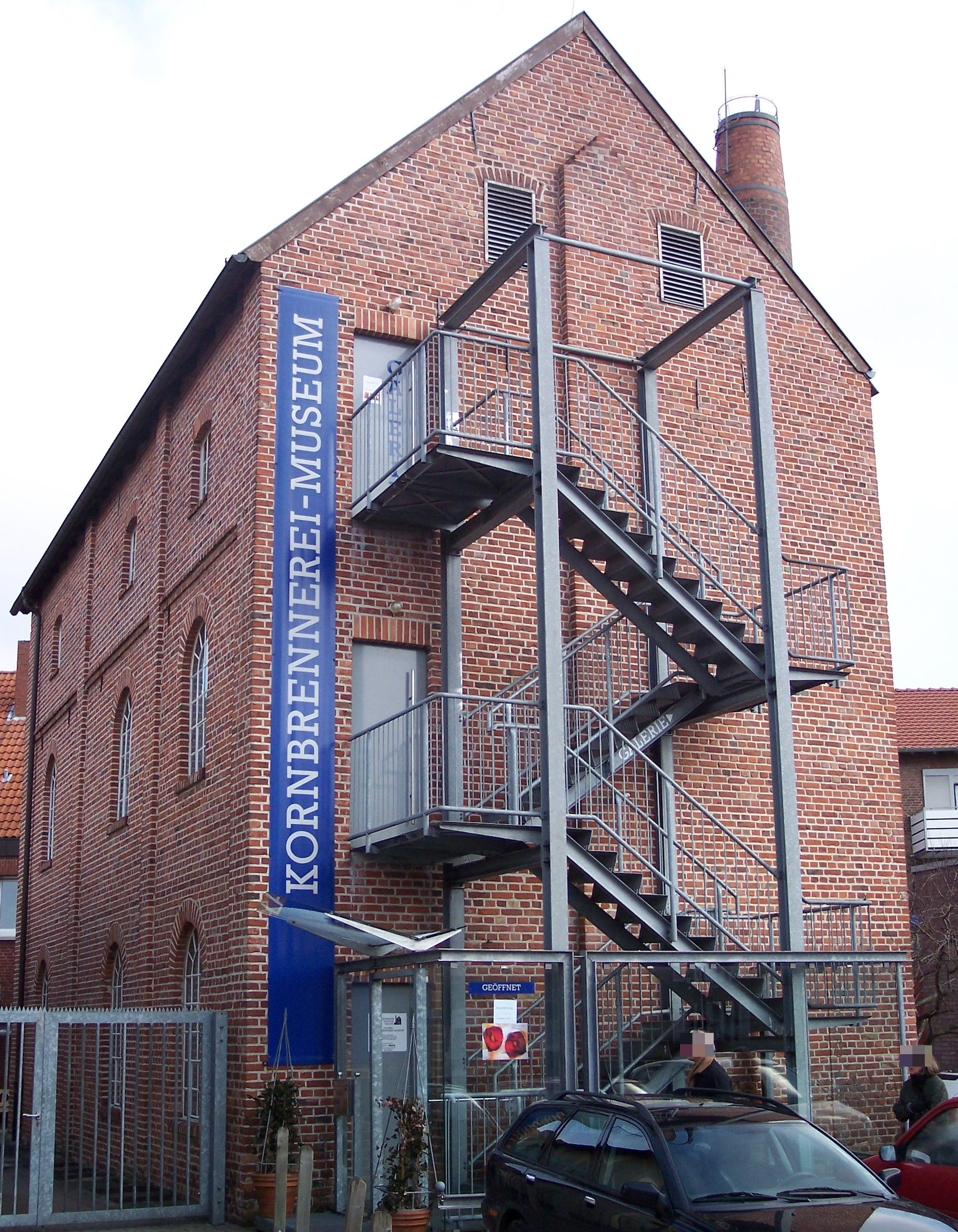
コルンブレンネライ博物館

### 博物館
- 博物館 RELíGIO - ヴェストファーレン宗教文化博物館は、かつてのミュンスターラント郷土館博物館とクリッペン博物館を、共通のコンセプトと組織の下に内包している。博物館の名称は、2000年に提唱された博物館の新たなコンセプトに基づき、2011年から改称された[12]。
- コルンブレンネライ博物館（穀物酒蒸留所博物館）は技術的建造文化財であり、ミュンスターラントの穀物酒蒸留所の歴史を詳しく知ることができる。1900年に建造されたこの建物では、1979年まで蒸留酒が生産されていた。技術的な設備は現在もほぼ完全に保全されている。3階には現代美術を展示するためのギャラリーが設けられている[17]。

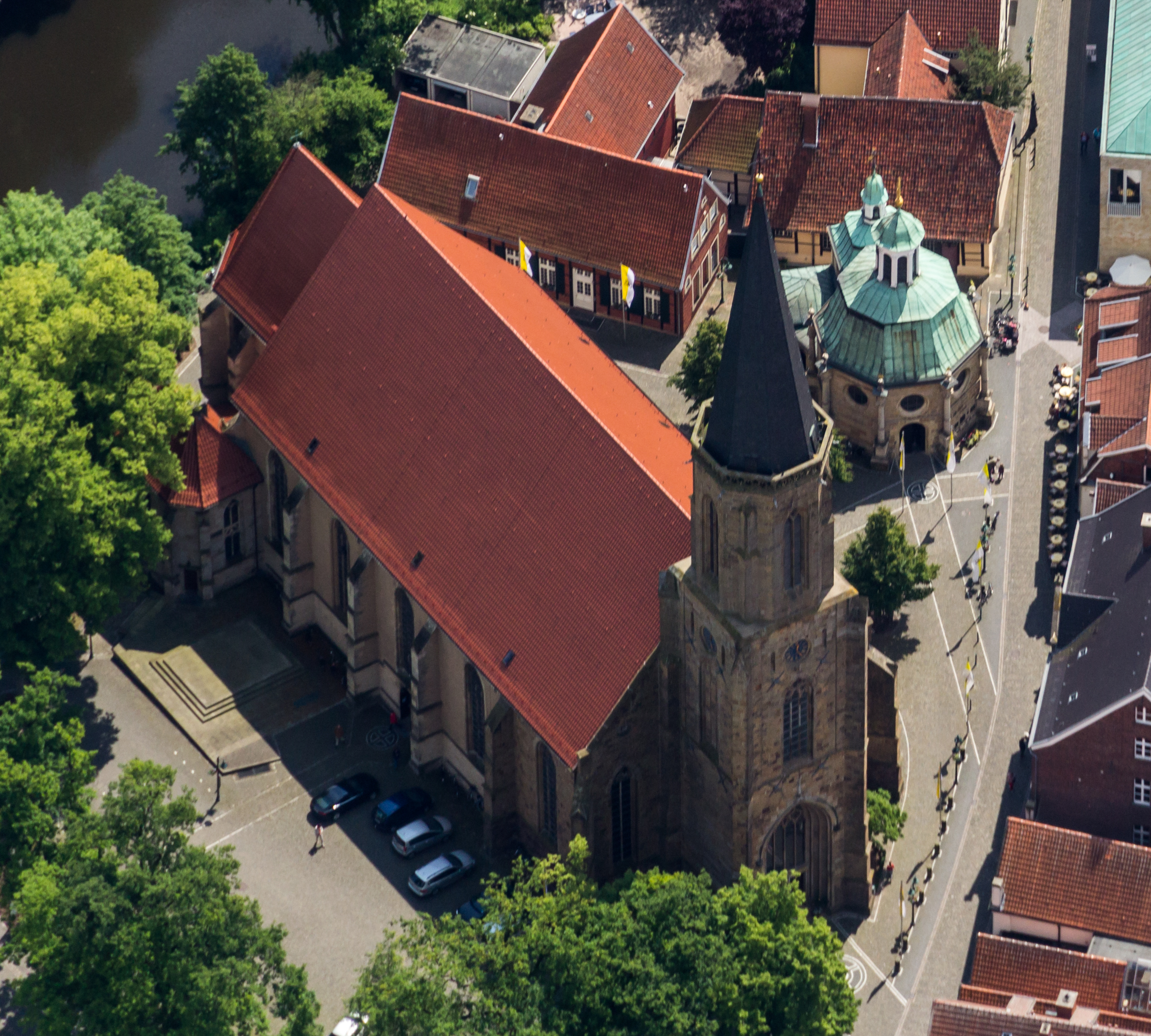
聖クレメンス教会と巡礼礼拝堂（画面右上の八角堂）

### 建築
- 巡礼礼拝堂「マリエン礼拝堂」は1650年頃に建設されたバロック様式の8角形の集中式建築である。巡礼のゴールはこの礼拝堂のピエタ像（イエスの遺体を抱いたマリア像）である。伝承によればこの像は、マリアのボダイジュ（市門の老木）から彫られたものとされる。
- 首席司祭座教会聖クレメンス教会は、1522年から1558年までの間に建設されたゴシック様式のハレンキルヒェである。この教会はエムス川の畔、巡礼礼拝堂のすぐ隣に位置する。
- クリストフ＝ベルンスマイヤー邸: 首席司祭座教会の北、エムス川の堰のすぐ近くに位置する、いわゆる大水車である。テルクテには大昔から水車があった。エムス川左岸の教会の裏にあったのが穀物挽き用の大水車（現在のクリストフ＝ベルンスマイヤー邸）である。右岸には搾油・縮絨用水車があったが、1900年頃に取り壊された。大水車の破風に飾られた紋章石には、1754年のクロノグラムが刻まれている。改修工事の計画にはヴェストファーレンのバロック建築専門家ヨハン・コンラート・シュラウン（ドイツ語版、英語版）が関わっている。このかつての穀物挽き用の水車は、1976年から1977年に完全に修復され、フランシスコ女子修道会マウリッツ修道院に委譲された。この修道会の創始者ヨハン・クリストフ・ベルンスマイヤー司祭は、テルクテの代理司祭を長らく務めたため、この館にその名がつけられた。この建物は、現在フランシスコ姉妹会の保養施設となっている。
- エムス通り 25番地: 1600年頃に建造された木組み建築。
- ヘレン通り 7番地: 17世紀後半の木組み建築で、元々は代理司祭の館として建設された。
- ケーニヒ通り 35番地: 2階建て、1500年頃に建造された木組み建築で、何度も改築されている。
- マルクト 4番地: 1778年建造のレンガ造りの建物。
- リッター通り 2番地: 2階建ての木組み建築でτ字型持ち送りの上に二重に張り出した破風を有する。1600年頃に建てられた。
- リッター通り 4番地: 2階建て木組み建築。破風はτ字型持ち送りの上に二重に張り出している。1625年建造。
- シュタイン通り 4番地、1500年頃に建造された納屋。

- 博物館 RELíGIO
- 巡礼礼拝堂のピエタ像
- マリアのボダイジュ
- 巡礼礼拝堂

### 文学におけるテルクテ
ギュンター・グラスの物語『テルクテの出会い』で、この街は重要な役割を演じている。この物語では、1647年にテルクテのエムス門近くの旅館ブリュッケンホーフに「Teutschland」（当時ドイツはこう呼ばれていた）から主要な詩人が集まり、文学や来るべき三十年戦争の終結について議論する。テルクテは、ミュンスターとオスナブリュックとを結ぶいわゆるフリーデンスヴェーク（平和通り）沿いに位置していた。この道は、ヴェストファーレン平和条約のための交渉文書が騎馬の使者によって両陣営間を行き来した街道である。

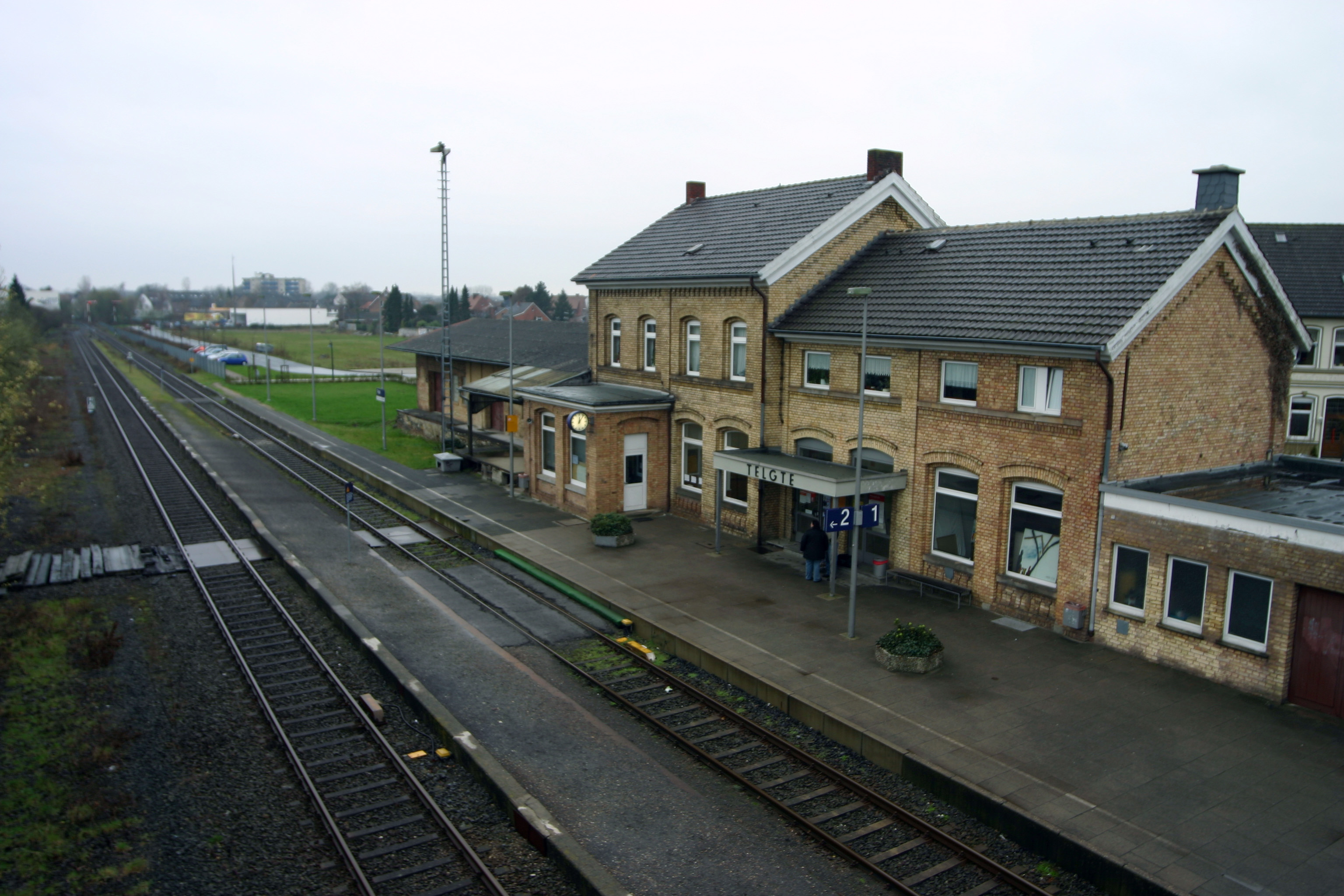
テルクテ駅

### 交通
- テルクテは、パーダーボルン方面に伸びハルツ山地に至る連邦道 B64号線の出発点である。また、連邦道 B51号線を介してミュンスターおよびオスナブリュックと結ばれている。
- 本市は、ヴァーレンドルフ鉄道 (RB 67) ミュンスター - ギュータースロー - ビーレフェルト - デトモルト - アルテンベーケン線とテルクテ駅およびレストルプ＝エーヴァースヴィンケル駅によって鉄道網に接続している。運営はオイロバーンによって行われている。
- ヴェストベーヴェルン＝ヴァドルプ地区に、鉄道ミュンスター - オスナブリュック線の駅（ヴェストベーヴェルン駅）がある。
- テルクテとミュンスターとの間を地方バス路線および夜行バス路線が結んでいる。
- テルクテ市内には交通飛行場に分類されるミュンスター＝テルクテ飛行場がある。この飛行場は、プライベート機や社用機の飛行に利用され、4つの航空クラブが拠点として利用している。

## 人物

### 出身者
- アルフォンス・リュトケ＝ヴェストフース（ドイツ語版、英語版）（1930年 - 2004年）障害飛越競技選手。1956年メルボルンオリンピック団体金メダリスト（馬術競技はストックホルムで開催された）
- ナディーネ・エルンスティング＝クリーンケ（ドイツ語版、英語版）（1974年 - ）女子ホッケー選手

### ゆかりの人物
- ハラルト・ノルポト（1942年 - ）陸上競技選手。1964年東京オリンピック 5000m走 銀メダリスト。